# Sharpsburg (Maryland)
Sharpsburg – miasto w Stanach Zjednoczonych, w stanie Maryland, w hrabstwie Washington.